# チーム・クオリティ・バランス
チーム・クオリティ・バランス（英語: Team Quality Balance、TQB）またはトータル・クオリティ・バランス（英語: Total Quality Balance）は、イニング制による競技における順位決定に用いる指標の一つである。主に野球において、勝率が同一であるチーム間の順位決定に用いられることがある。本項では、類似の指標であるER-TQB（英語: Earned Runs Team Quality Balance）についても述べる。

## 概要
TQBは、得点を{\displaystyle R_{\text{S}}}、攻撃イニング数を{\displaystyle I_{\text{PO}}}、失点を{\displaystyle R_{\text{A}}}、守備イニング数を{\displaystyle I_{\text{PD}}}としたとき、
{\displaystyle {\text{TQB}}:={\frac {R_{\text{S}}}{I_{\text{PO}}}}-{\frac {R_{\text{A}}}{I_{\text{PD}}}}}
と定義される。
ER-TQBは、相手の自責点による得点を{\displaystyle {ER}_{\text{S}}}、失点のうち自責点を{\displaystyle {ER}_{\text{A}}}としたとき、
{\displaystyle {\text{ER-TQB}}:={\frac {{ER}_{\text{S}}}{I_{\text{PO}}}}-{\frac {{ER}_{\text{A}}}{I_{\text{PD}}}}}
と定義される。
いずれも、値が大きい方を上位とする。なお、TQBやER-TQBにおける攻撃・守備イニング数について、サヨナラゲームやコールドゲームによって不完全なイニングが発生した場合、投球回と同様にアウト一つにつき1/3を加えることとされている。

## 採用

### 国際大会
国際大会においては、国際野球連盟（IBAF）が失点率に替えて2009年より主催するIBAFワールドカップやIBAFインターコンチネンタルカップにおいて採用した。また、IBAFの後継団体である世界野球ソフトボール連盟（WBSC）も、2024年現在においてもWBSCプレミア12や各世代のワールドカップなど主催する野球の国際大会において採用している。ワールド・ベースボール・クラシックにおいては、2013年の第3回大会のみ採用されている。また、ソフトボールについてもWBSC主催のワールドカップにおいて2024年より導入された。
いずれの場合においても、勝率で順位を決定するリーグ戦において同率のチームが発生した場合に、直接対戦成績、同率チーム間対戦におけるTQB、同率チーム間対戦におけるER-TQBの順に適用して順位を決定する。

### 日本プロ野球
日本プロ野球においては、2011年よりセ・パ交流戦の順位決定に採用された。2023年現在、2球団が同率である場合には勝数、直接対戦成績、TQB、ER-TQBの順に適用し、3球団以上が同率である場合は勝数、TQB、ER-TQBの順に適用して順位を決定する。国際大会の場合と異なり、同率球団間ではなく交流戦全体のTQB、ER-TQBで算出する。
また、2020年から2022年の日本シリーズでは、新型コロナウイルス感染症の影響により、シリーズが続行不可能となり途中で中止となった場合に、その時点での成績で優勝チームを決定するため、TQB、ER-TQBが採用された。

### その他
NPB12球団ジュニアトーナメントにおいて、2019年大会から採用された。

## 事例

### 国際大会
国際大会においては、1次ラウンドがグループ内1回戦総当たり方式となることが多いため、TQBによって順位を決定した事例が何度か発生している。
2013年の第3回WBC第1ラウンドB組では、チャイニーズタイペイ、オランダ、韓国が2勝1敗で並び、直接対戦成績でも判定ができなかったため、TQBで第2ラウンド進出チームを決定した。
| 順位 | チーム名             | チャイニーズタイペイの旗 | オランダの旗 | 大韓民国の旗 | オーストラリアの旗 | 勝数 | 敗数 | 得点 | 失点 | TQB    |
| ---- | -------------------- | ------------------------ | ------------ | ------------ | ------------------ | ---- | ---- | ---- | ---- | ------ |
| 1    | チャイニーズタイペイ | -                        | ○8-3         | ●2-3         | ○4-1               | 2    | 1    | 14   | 7    | 0.235  |
| 2    | オランダ             | ●3-8                     | -            | ○5-0         | ○4-1               | 2    | 1    | 12   | 9    | 0.000  |
| 3    | 韓国                 | ○3-2                     | ●0-5         | -            | ○6-0               | 2    | 1    | 9    | 7    | -0.235 |
| 4    | オーストラリア       | ●1-4                     | ●1-4         | ●0-6         | -                  | 0    | 3    | 2    | 14   | -      |

2019年の第2回プレミア12オープニングラウンド・グループCでは、オーストラリア、カナダ、キューバが1勝2敗で並び、直接対戦成績でも判定ができなかったため、TQBでスーパーラウンド進出チームを決定した。
| 順位 | チーム名       | 大韓民国の旗 | オーストラリアの旗 | カナダの旗 | キューバの旗 | 勝数 | 敗数 | 得点 | 失点 | TQB     |
| ---- | -------------- | ------------ | ------------------ | ---------- | ------------ | ---- | ---- | ---- | ---- | ------- |
| 1    | 韓国           | -            | ○5-0               | ○3-1       | ○7-0         | 3    | 0    | 15   | 1    | -       |
| 2    | オーストラリア | ●0-5         | -                  | ○3-1       | ●2-3         | 1    | 2    | 5    | 9    | 0.0635  |
| 3    | カナダ         | ●1-3         | ●1-3               | -          | ○3-0         | 1    | 2    | 5    | 6    | 0.0458  |
| 4    | キューバ       | ●0-7         | ○3-2               | ●0-3       | -            | 1    | 2    | 3    | 12   | -0.1024 |

### 日本プロ野球
日本プロ野球においては、2023年の交流戦の事例がある。4チームが11勝7敗で並んだことから、TQBを用いて優勝チームを決定した。
| 順位       | チーム名     | 勝数 | 敗数 | 得点 | 失点 | TQB   |
| ---------- | ------------ | ---- | ---- | ---- | ---- | ----- |
| 1          | DeNA         | 11   | 7    | 80   | 59   | 0.140 |
| 2          | ソフトバンク | 11   | 7    | 86   | 65   | 0.135 |
| 3          | 巨人         | 11   | 7    | 72   | 55   | 0.110 |
| 4          | オリックス   | 11   | 7    | 66   | 56   | 0.068 |
| 5          | 日本ハム     | 10   | 8    | 59   | 45   | -     |
| 以下、省略 |              |      |      |      |      |       |

## 名称
TQBの名称について、IBAFやWBSC、WBCの大会ルールにおいては、「チーム・クオリティ・バランス（Team's Quality BalanceあるいはTeam Quality Balance）」と表記されている。また、侍ジャパンのサイト上でも同様の表記がみられる。
一方、日本での報道においては「トータル・クオリティ・バランス」と表記する例がみられる。NPBは、交流戦については正式名称の表記はしていないものの、日本シリーズについてはTQBを「Team's Quality Balance」、ジュニアトーナメントについては「Total Quality Balance」と表記している。また、TQBを「得失点率」「得失点差率」「得失点率差」などと表現することがある。